# پرزیدنت آکتور سینما
مستند "پرزیدنت آکتور سینما" ("داستان یک پیروزی بدون جنگ") روایت‌گر تلاش‌های میخائیل گورباچف، آخرین رهبر اتحاد جماهیر شوروی، جهت ایجاد رفاه برای مردم شوروی است. گورباچف معتقد بود تا زمانی که تنش‌های شوروی با کشورهای غربی و به خصوص آمریکا ادامه داشته باشد، رسیدن به اقتصاد موفق ناممکن است، به همین دلیل اولویت عالی خود را تنش زدایی و برقراری رابطه و مذاکره با آمریکایی‌ها قرار داد.در خلاصه‌ی داستان این مستند که سعی دارد داستان پیروزی بدون جنگ را روایت کند، آمده‌ است: «شوروی، حسرت، آشوب، تنش با دنیا. مردی می‌آید تا کشوری بزرگ را با دنیا آشتی دهد… افراطی‌ها اجازه خواهند داد؟» . مستند «پرزیدنت؛ آکتور سینما» به کارگردانی و نویسندگی محمدرضا بورونی توسط مقر سفیرفیلم و به تهیه‌کنندگی سازمان هنری رسانه‌ای اوج (وابسته به سپاه پاسداران) تولید شده‌است.
این مستند در اول تیر ماه سال ۱۳۹۶ به‌طور رسمی انتشار یافت.

## انگیزه‌های ساخت این مستند
محمد رضا بورنی، کارگردان مستند دربارهٔ انگیزه ساخت این مستند می‌گوید: 
مسئله‌ای که باعث شد به سمت ساخت مستندی با موضوع شوروی برویم، صرف‌نظر از علاقه‌مندی‌ای که به این حوزه داشتیم، اسناد زیادی بود که در این حیطه مطالعه کردیم. از سال ۲۰۰۶ آمریکا با مسائلی پیچیده در مورد ایران مواجه شد مثل اینکه ایران تنها کشوری در منطقه بود که در پازل آمریکا خوب بازی نمی‌کرد و قواعد بازی را در کشورهای دیگر هم به هم می‌زد و در عین حال مخالف‌ترین کشور آمریکا در منطقه نیز بود. از سال ۲۰۰۶ برنامه‌ریزی‌هایی برای تغییر در ایران انجام شد که به نتیجه نرسید و در نتیجه در دوران بوش راهبرد آمریکا در مواجهه با ایران عوض شد؛ ولی راهبرد جدید از زمان اوباما اجرایی شد. آن‌ها می‌گفتند به جای تغییر و براندازی باید به سمت راهبردهای نرم‌تر برویم. دو کلید واژه در این زمینه وجود داشت. هر اندیشکده آمریکایی را که بررسی کردیم بر دو الگوی رفتاری تأکید داشتند. اول، الگوی مقابله آمریکا با چین و دیگری با شوروی است. تأکید اندیشکده‌های آمریکایی بر استفاده از راهبرد رویارویی با شوروی بیشتر بود. آن‌ها می‌گفتند که برای رام کردن ایران و نیز برای تبدیل شدن به یک بازیگر نرمال‌تر باید از تجربه شوروی استفاده کنیم. بررسی تجربه رویارویی آمریکا با شوروی دغدغه ما برای مستند «پرزیدنت، آکتور سینما» شد. شباهت‌های زیادی بین الگوی رفتاری آمریکا با شوروی و الگوی رفتاری آمریکا با ایران وجود دارد. شباهت‌هایی مثل پیام نوروزی اوباما و ریگان، دخالت آمریکایی‌ها در سرکار آمدن گورباچف و تهدید نظامی، تحریم‌های اقتصادی، کاهش قیمت نفت، تقویت افراد و رسانه‌های غرب‌گرا و ترویج سبک زندگی غربی…

## لغو رونمایی مستند در دانشگاه صنعتی شریف
طبق اعلام قبلی قرار بود این مستند پیش از انتخابات ریاست جهوری سال ۹۶ ایران در ساعت ۱۳:۳۰ یکشنبه ۲۷ فروردین سال ۱۳۹۶ در سالن جابربن حیان دانشگاه صنعتی شریف رونمایی شود که با وجود کسب مجوزهای لازم از دانشگاه، چند ساعت مانده به زمان رونمایی، مسئولین دانشگاه با مخالفت خود، از برگزاری اکران مستند «پرزیدنت؛ آکتور سینما» جلوگیری کردند.
این اتفاق انتقادات زیادی را از سوی فعالین مدنی و فرهنگی ایرانی به دنبال داشت. به دنبال آن صوتی از معاونت فرهنگی وقت دانشگاه صنعتی شریف، منتشر شد که دلیل لغو مجوز اکران را پوستر مستند دانسته بود. وجود عکس حسن روحانی در کنار اوباما یکی از دلایل لغو این اکران بود.

## رونمایی از مستند دردانشگاه صنعتی امیرکبیرو حواشی آن
در پی لغو مجوز رونمایی در دانشگاه صنعتی شریف، تلاش‌های دیگری نیز توسط تیم سازنده برای رونمایی مستند انجام گرفت که در نهایت منجر به رونمایی در سالن مولانا ی دانشگاه صنعتی امیرکبیر شد.
رونمایی نهایتاً در روز ۲۸ فروردین سال ۱۳۹۶ در دانشگاه صنعتی امیرکبیر برگزار شد.
پس از پایان مستند ناصر نوبری دیپلمات سابق ایران در شوروی ضمن ابراز خرسندی برای حضور در جمع دانشجویان دانشگاه صنعتی امیرکبیر، بیان کرد: ۴ سال است که آرزوی ساخت چنین مستندی را دارم.
وی اظهار کرد: این مستند همچون ماشین زمانی است که به خوبی بیانگر اتفاقات میان شوروی، آمریکا و غرب است که من هیچوقت نمی‌توانستم با سخنرانی آن را به مخاطبان انتقال دهم. مستند «پرزیدنت آکتور سینما» به نحو احسن وقایع تاریخی را که تشابهی بسیاری با زمان حال ما دارد، به نمایش درآورده است.
او همچنین با اشاره به سخن حضرت علی (ع) که فرمودند «من از تاریخ گذشتگان به نحوی می‌دانم گویی با آن‌ها زندگی کردم و گذشته دنیا، برای خبر دادن از آینده آن کافی است» گفت: در تاریخ هیچ چیز شبیه چیز دیگری نیست و حتی در ساختار هستی همه چیز منحصر به فرد است، اما می‌توان با شبیه‌سازی و قالب بندی اتفاقات گذشته، از گذشته عبرت گرفت و راه درست را پیدا کرد. گورباچف راه حل شدن مشکلات را رفتن به سمت غرب می‌دانست و در مسایل بین‌الملل بیشتر سعی در افزایش ارتباطات و تجارت با غرب را داشت، تا جایی که تمام درخواستهای ریگان، رئیس‌جمهور وقت آمریکا را برای داشتن صلح و جلوگیری از جنگ پذیرفت. در آن زمان اصلی‌ترین هشداری که امام خمینی (ره) به گورباچف داد این بود مبادا در باغ سبز غربی‌ها شما را فریب دهد.
نوبری در مراسم رونمایی از این مستند دربارهٔ عملیاتی نشدن وعده‌های آمریکا به شوروی، بیان کرد: با گذشت زمان و انجام نشدن وعده‌های آمریکایی‌ها و تضعیف کشور روسیه، بین مردم ۲ دستگی به وجود آمد که هر ۲ برای مملکت مشکل ساز بودند؛ یک کمونیستهای تندرو و نقطه مقابل آن، اصلاح‌طلبان تندرویی بودند که شدیداً در حزب کمونیست و ارتش قدرت داشتند.
وی در ادامه بیان کرد: در آن زمان و در حین فروپاشی روسیه، فردی به نام پوتین برای جلوگیری از تجزیه شدن روسیه با انجام ندادن تعهداتی که نام حقوق بشر به خود گرفته بود، به جنوب روسیه رفت و با جنگی تمام عیار و خونین موفق به نجات روسیه و به عنوان قهرمان روسیه شناخته شد و یلتسین در ۶ ماه مانده به پایان ریاست جمهوری با عذرخواهی از مردم استعفا داد و پوتین برای منافع ملی به دور از هیچ وابستگیِ گروهی، موفق به انجام این کار شد.
ناصر نوبری در پایان صحبتهای خود به پندگیری از تاریخ اشاره کرد و گفت: با توجه تشابهاتی که در اتفاقات آن زمان روسیه و حال ایران افتاده‌است، می‌توانیم درس‌های بسیاری بگیریم که نیازی نباشد بعد از سالیان سال متوجه اشتباه خود بشویم. وظیفه همه کسانی که این مستند را دیدند این است که به اطرافیان خود نقل کنند.

## موجی از اکران‌های دانشجویی
پس از رونمایی این مستند در حدود ۴۰ اکران دانشجویی در شهرها و دانشگاه‌های مختلف نظیر دانشگاه گیلان، دانشگاه امام صادق (ع) و دانشگاه پیام نور اردبیل برگزار شد.
برخی از آن‌ها نیز با حواشی خاصی همراه بود. به عنوان مثال اکران دانشجویی در دانشگاه زنجان علی‌رغم هماهنگی‌های انجام شده لغو شد. دانشجویان دست اندر کار این اکران دانشجویی، در تحقیقات خود فشارهای دولتی را علت این لغو اکران عنوان کرده‌اند.

## رد پروانه نمایش
پس از عدم صدور مجوز برای این مستند، مدیر مرکز مستند سفیر فیلم با ارسال نامه‌ای به وزیر ارشاد خواستار رسیدگی به وضعیت این فیلم شد. بنا به نامه منتشر شده از سوی مسئولان این مؤسسه، اقدام‌های لازم برای دریافت پروانه نمایش از سوم اردیبهشت ۱۳۹۶ آغاز شده و پس از ارجاع به شورای تخصصی بررسی فیلم‌های توقیفی، نهایتاً این پاسخ اعلام شده‌است که «فیلم مردود است و مجوز صادر نمی‌شود.»
نامه مؤسسه «سفیر فیلم» خطاب به وزیر ارشاد به شرح ذیل است:
جناب آقای صالحی امیری
وزیر محترم فرهنگ و ارشاد اسلامی
با سلام
احتراماً به استحضار می‌رساند، مؤسسه سفیر فیلم مستند آرشیوی «پرزیدنت؛ آکتور سینما» را به همراه مدارک لازم در تاریخ سوم اردیبهشت ماه ۱۳۹۶ جهت دریافت پروانه نمایش از طریق تهیه‌کننده این اثر به اداره نمایش خانگی سازمان امور سینمایی تحویل داده‌است. پس از چندین مرتبه پیگیری و به‌رغم اینکه معمولاً ظرف دو الی سه هفته به درخواست‌ها پاسخ داده می‌شد، این بار با گذشت بیش از ۸۰ روز از درخواست سفیر فیلم و پس از بازبینی‌های انجام شده روی این اثر و ارجاع به شورای تخصصی بررسی فیلم‌های توقیفی، نهایتاً این پاسخ اعلام شده‌است که «فیلم مردود است و مجوز صادر نمی‌شود.»
جنابعالی اخیراً عنوان نموده‌اید «سیاست سازمان سینمایی ما بر این است که اصلاحات را اعلام می‌کند و در صورت انجام اصلاحات دوباره برای پروانه نمایش بررسی می‌شود و در نهایت تأیید خواهد شد.» اما پیگیری‌های انجام‌شده از آن سازمان مبنی‌بر اعلام اصلاحات یا مواردی که باید حذف شوند، بی‌پاسخ مانده و استدلالی در مورد غیرمستند بودن محتوای اثر یا عبور از خطوط قرمز به سفیر فیلم اعلام نشده‌است. انتظار می‌رود همان‌طور که جنابعالی به درستی تصریح کرده‌اید «در فرایند مجوز فیلم‌ها نه وزیر و نه رئیس سازمان سینمایی و نه هیچ سازمان دیگری مداخله ندارد»، احیاناً دخالت‌های سیاسی و جناحی «دیگرانی»، مانع از انجام وظیفه قانونی سازمان امور سینمایی نشود؛ لذا خواهشمند است دستورات لازم جهت شفاف‌سازی و ابلاغ علت عدم صدور مجوز نمایش برای مستند «پرزیدنت؛ آکتور سینما» را که در اکران‌های خصوصی مورد تأیید و تمجید بسیاری از هنرمندان، منتقدان سینمایی، مسئولان و متخصصان قرار گرفته‌است، ابلاغ فرمایید. 
پیشاپیش از بذل توجه حضرتعالی کمال تشکر و امتنان را دارد.
با وجود پیگیری‌های انجام شده، مؤسسه سفیر فیلم موفق به فهمیدن دلیل رد مستند و احیاناً اصلاحات مورد نظر سازمان امور سینمایی نشد. پس از این واقعه روزنامه صبح نو در اعتراض به این اتفاق، تیتر یک روزنامه خود را به مستند پرزیدنت آکتور سینما اختصاص داد.

این روزنامه در مطلبی مصاحبه به محمد رضا برونی، کارگردان مستند پرداخت. محمد رضا برونی در اشاره به سؤالی در این باره گفت:
در سوی دیگر ماجرا، در کل بحث گرفتن مجوز برای مستندها چندان رایج نیست اما از آن جایی که برخی از دانشگاه‌ها آن را نمایش نمی‌دادند و مجوز می‌خواستند ما نیز اقدام کردیم. در این مسیر نیز با توجه به این که اغلب مجوزها برای یک مستند در عرض چند روز آماده می‌شود، اما هنوز که هنوز است برای کار ما خبری از مجوز نیست. زمانی که این موضوع را پیگیری کردیم، دیدیم که این مستند که بیشتر بحث تاریخی آن پررنگ است، همراه آثار توقیفی به شورای نمایش رفته و در آخر مردود اعلام شده‌است. از همین رو بدون اعلام دلیل، مجوزی به ما داده نشد.

## پخش مستند از صدا و سیما
پس از هماهنگی‌های انجام شده توسط مسئولین سفیر فیلم، این مستند روز سه شنبه سوم مرداد ۱۳۹۶ در شبکه مستند پخش شد که واکنش‌های بسیاری را دربرداشت.
با داغ شدن این فضا روزنامه شرق نیز در مقاله‌ای به این مستند پرداخت که مؤسسه سفیر فیلم در کانال تلگرامی خود در انتقاد به محتوای مقاله شرق نوشت: «وقتی هنوز مستند را ندیده نقد می‌کنند بهتر از این نمی‌شود.»

در قسمتی از انتقاد روزنامه شرق از این مستند آمده‌است: 
"اما تهيه‌کننده اين مستند، يد طولايي در توليد چنين برنامه‌هايي دارد؛ اولين‌باری که نام «اوج» به چشم مردم ايران آمد، به مذاکرات هسته‌اي در پاييز ١٣٩٢ برمی‌گردد؛ مذاکراتی که ماحصل آن شد «توافق موقت ژنو». حين مذاکرات تيم هسته‌اي ايران بيلبوردهايي تحت عنوان «صداقت آمريکایی» در سطح شهر تهران نصب شدند؛ در گوشه اين بيلبوردها هم نام «اوج» به چشم می‌خورد. يکي از اين بيلبوردها، دو نفر ايرانی و آمريکایی را پشت ميز مذاکره نشان می‌داد که.... "
در طی این جریان هشتگ پرزیدنت آکتور سینما برای مدتی در توییتر به ترند تبدیل شد.

## واکنش افراد به این مستند
در شبکه‌های اجتماعی بسیاری از افراد شاخص در مورد این مستند اظهار نظر کردند. از جمله این افراد می‌توان به شخصیت‌های زیر اشاره کرد:
- حسن عباسی: وی با انتشار یک ویدیو در کانال تلگرامی خود، اظهاراتی دربارهٔ این مستند بیان کرد. وی در حساب توییتری خود نیز افراد را به دیدن این مستند دعوت کرد.[۱۲]
- وحید یامین پور: او در توییتر خود از افراد دعوت کرد تا این مستند را تماشا کنند.
- حسین دهباشی در حساب توییتری خود نوشت:

«پرزیدنت، آکتورسینما» فارغ از قدری افراط‌ها در معادل‌سازی‌ها، مُستندِ «دُرست»، «به‌موقع» و «موثّری» است. ببینید اگر تا حالا ندیده‌اید!
- سید محمود رضوی در حساب توییتری متن زیر را دربارهٔ این مستند نوشت. منظور او از پخش مستند در اسفند ماه در جمله آخرش پخش مستند پیش از انتخابات ریاست جمهوری سال ۹۶ ایران است.

پرزیدنت آکتور سینما را حدود یک ماه قبل دیدم، مستندی با تحقیقات و تصاویر بی نظیر. به چند بار دیدن می‌ارزد. کاش به جای امروز اسفند پخش شده بود.